# Rafael López Gómez
Rafael López Gómez (Peñafiel, 9 april 1985) is een Spaans profvoetballer die als middenvelder speelt.
Hij begon bij Real Valladolid waar hij geen vaste waarde werd in het eerste team. Dat werd hij wel bij Getafe CF waarvoor hij zes seizoenen speelde. In 2014 ging Rafa López naar het Duitse SC Paderborn 07 waarmee hij in het seizoen 2014/15 in de Bundesliga speelde. In 2016 keerde hij terug bij Real Valladolid.